# Kaettekita Tokumei Sentai Go-Busters vs. Dōbutsu Sentai Go-Busters

Ảnh bìa của V-Cinema.

Kaettekita Tokumei Sentai Go-Busters vs. Dōbutsu Sentai Go-Busters (帰ってきた特命戦隊ゴーバスターズ VS 動物戦隊ゴーバスターズ Kaettekita Tokumei Sentai Gōbasutāzu Tai Dōbutsu Sentai Gōbasutāzu) là V-Cinema của loạt phim Tokumei Sentai Go-Busters, dự kiến được phát hành vào ngày 21 tháng 6 năm 2013. V-Cinema này bao gồm một tập đặc biệt, hậu trường, lời bạt, hình ảnh và video với người hâm mộ.

## Cốt truyện
Vào ngày 31 tháng 12 năm 2012, khi các Go-busters đang chuẩn bị đón năm mới tại trụ sở EMC thì một tên quái vật hùng mạnh tự xưng là Đại Ma Vương Azazel (大魔王アザゼル Dai maō Azazeru) tuyên bố sẽ tiêu diệt thế giới. Azazel lần lượt phá huỷ các Buster Machine, và cuối cùng là tiêu diệt các Go-busters, cũng như các Buddyroid.
Cheeda Nick tỉnh dậy ở thế giới bên kia, gặp Thượng đế và được ban cho một điều ước. Cậu ta ước mình và J. được đến một thế giới nơi không có thảm hoạ 13 năm về trước.
Trong thế giới đó, các nhân vật chính sống trong cuộc sống yên bình cho đến khi Vương quốc Máy móc Mechalius, do Nữ vương Máy móc Trange Star (キカイ女帝トランジー・スター Kikai kōgō Toranji sutā) cầm đầu, tấn công Trái Đất. Một nhóm hoàn toàn mới, với sức mạnh của động vật, mang tên Dōbutsu Sentai Go-Busters được thành lập trường kỳ chiến đấu với Mechalius và cuối cùng cũng giành được thắng lợi.
Khi Dōbutsu Sentai Go-Busters chuẩn bị đón mừng năm mới thì Azazel của thế giới này cũng xuất hiện, và giết chết Go-busters, bao gồm Nick. Khi Nick trở lại thế giới bên kia, cậu lại gặp lại Thượng đế, và lần này, cậu xin Thượng đế đem Dōbutsu Sentai Go-Busters đến thế giới cũ để họ hợp tác với Tokumei Sentai Go-Busters.
Sự hợp tác của hai nhóm Go-busters đã thành công đánh bại Đại Ma Vương Azazel. Khi chia tay, nhóm Dōbutsu Sentai Go-Busters vui mừng vì đã bảo vệ được thế giới, dù bản thân họ và thế giới của họ sẽ biến mất.

### Nhân vật

#### Tokumei Sentai Go-Busters
| Red Buster    | Sakurada Hiromu |
| Blue Buster   | Iwasaki Ryuji   |
| Yellow Buster | Usami Yoko      |
| Beet Buster   | Jin Masato      |
| Stag Buster   | Beet J. Stag    |

#### Dōbutsu Sentai Go-Busters
| Red Cheetah        | Sakurada Hiromu |
| Blue Gorilla       | Iwasaki Ryuji   |
| Yellow Rabbit      | Usami Yoko      |
| Gold Beetle        | Jin Masato      |
| Silver Stag        | Beet J. Stag    |
| Black Puma         | Kuroki Takeshi  |
| Pink Cat           | Sakurada Rika   |
| Green Hippopotamus | Domyoji Atsushi |

### Khác
- Thượng đế

## Diễn viên
- Sakurada Hiromu (桜田 ヒロム Sakurada Hiromu?): Suzuki Katsuhiro (鈴木 勝大 Suzuki Katsuhiro?)
- Iwasaki Ryuji (岩崎 リュウジ Iwasaki Ryūji?): Baba Ryouma (馬場 良馬 Baba Ryōma?)
- Usami Yoko (宇佐見 ヨーコ Usami Yōko?): Komiya Arisa (小宮 有紗 Komiya Arisa?)
- Jin Masato (陣 マサト Jin Masato?): Matsumoto Hiroya (松本 寛也 Matsumoto Hiroya?)
- Kuroki Takeshi (黒木 タケシ Kuroki Takeshi?): Sakaki Hideo (榊 英雄 Sakaki Hideo?)
- Sakurada Rika (桜田 リカ Sakurada Rika?): Yoshiki Risa (吉木 りさ Yoshiki Risa?)
- Domyoji Atsushi: Suzuki Tatsuhisa (鈴木 達央 Suzuki Tatsuhisa?)
- Thượng đế: Jinnai Syo (陳内 将 Jinnai Sho?)
- Nữ vương Trange Star: Misaki Ayame (みさき あやめ Misaki Ayame?)